# لي روي (رياضياتي)
لي روي (و. 1768 – 1817 م) هو رياضياتي من سلالة تشينغ الحاكمة، ولد في سوجو، توفي في سوجو، عن عمر يناهز 49 عاماً.

## روابط خارجية
- لي روي على موقع الموسوعة البريطانية (الإنجليزية)